# Otto Wulff (Immobilienunternehmen)

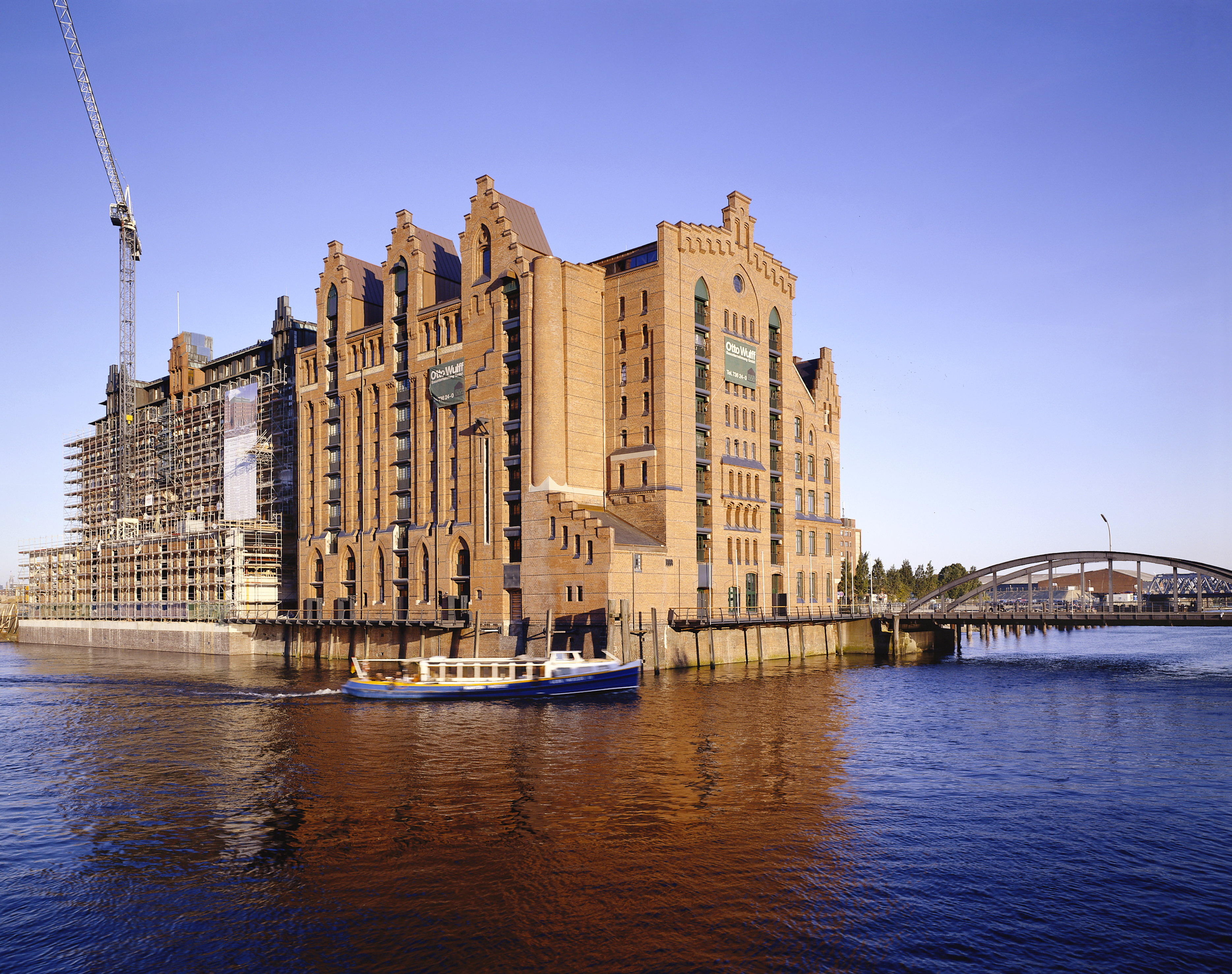
Der Kaispeicher B nach der Renovierung

Otto Wulff (eigene Schreibweise OTTO WULFF) ist ein überregional tätiger Immobilienanbieter mit Hauptsitz in Hamburg. Das in dritter Generation geführte Familienunternehmen entwickelt, baut und betreibt deutschlandweit Wohn- und Gewerbeimmobilien. Weitere Standorte unterhält Otto Wulff in Berlin und Leipzig.

## Unternehmensstruktur
Otto Wulff ist in den folgenden Geschäftsfeldern tätig:
- Hochbau (Otto Wulff Bauunternehmung GmbH),
- Bauträger- und Projektentwicklungsgeschäft (Otto Wulff Projektentwicklung GmbH, Otto Wulff Projekt Jarrestraße GmbH und Otto Wulff Südkap GmbH)
- Spezialtiefbau (G+K Spezialtiefbau und Umwelttechnik GmbH)
- öffentlich-private Partnerschaften (ÖPP) (Otto Wulff PPP HafenCity Schule GmbH, Otto Wulff BID-Gesellschaft mbH, Otto Wulff PPP Brennerhof GmbH, Otto Wulff PPP Kinderzentrum Wentorf GmbH und HEOS Berufsschulen Hamburg GmbH & Co. KG) sowie
- Immobilienverwaltung (Otto Wulff Immobilienmanagement GmbH)

## Geschäftstätigkeit
Die Geschäftstätigkeit im Hochbau umfasst die Planung und die Erstellung von Wohn- und Gewerbeobjekten als Generalunternehmer, die Ausführung von Rohbauarbeiten sowie die Altbau-, Fassaden- und Betonsanierung. Suche nach geeigneten Grundstücken für die Realisierung von überwiegend Wohnungsbauten auf eigene Rechnung inklusive deren Baureifmachung, Bebauung und Veräußerung. Zudem werden Beratungs- und Dienstleistungen für Dritte erbracht. Das Leistungsspektrum des Geschäftsbereiches Spezialtiefbau umfasst den Baugrubenverbau, die Wasserhaltung, die Unterfangung von Gebäuden und die Bohrpfahlgründung sowie die Erstellung kompletter Baugruben.